# 瓦迪吉爾
36°42′N 4°59′E / 36.700°N 4.983°E

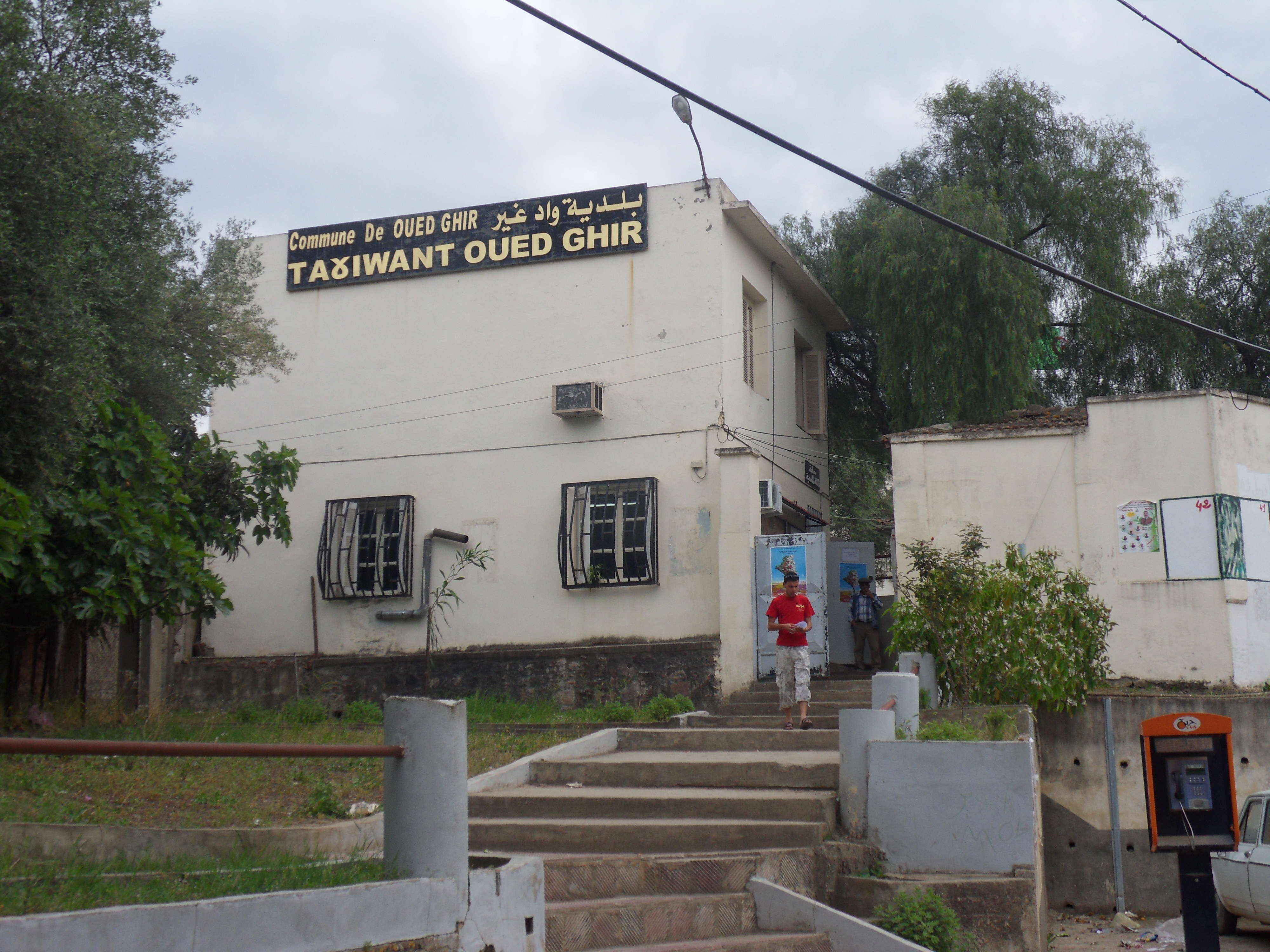
瓦迪吉爾的市政廳

瓦迪吉爾（阿拉伯语：‎），是阿爾及利亞的城鎮，位於該國北部貝賈亞省，由貝賈亞區負責管轄，面積48平方公里，2008年人口19,345，人口密度每平方公里404人。